# Calore Irpino
Ne doit pas être confondu avec Calore Lucano.
Le Calore Irpino ou Calore Beneventano est une rivière de 108 km de long qui coule d'abord dans la province  d'Avellino puis dans celle de Bénévent, avant de confluer dans le Volturno. Dans l'antiquité, il était connu sous le nom de « Calor ».

## Description
Le Calore Irpino prend sa source au mont Accelica à 1 660 m d'altitude, dans la commune de Montella (monts Picentini). Vu sa structure, son cours peut être divisé en 3 tronçons : haut, moyen et bas Calore.
Les premiers 43 km de son cours se situent dans la province d'Avellino et le reste, 65 km, dans la province de Bénévent.

### Haut Calore
Son cours initial, bien fourni en eau, baigne les communes Montella, Cassano Irpino, Castelfranci, Montemarano, Castelvetere sul Calore, Luogosano (où il reçoit sur sa droite le torrent Frédane), Taurasi, Montemiletto et Venticano. Puis il entre dans la province de Bénévent près du Ponte Rotto, laissant sur sa gauche San Giorgio del Sannio. Il baigne le hameau de Apice où il reçoit sur sa droite la rivière Ufita, avant que son cours ne se dirige vers l'ouest.

### Moyen Calore
La rivière traverse les collines de Paduli au nord et ceux de Bénévent au sud. Près du pont Valentino, il reçoit sur sa droite la rivière Tammaro, son principal affluent. Plus bas dans la vallée, il se rapproche de Bénévent, recevant sur sa gauche le torrent San Nicola, puis remontant vers le nord, toujours sur sa gauche, d'abord le Sabato puis le torrent Corvo. Après avoir traversé Castelpoto, la rivière se dirige brièvement vers le nord, recevant sur sa droite le torrent Jenga.

### Bas Calore
Près de la commune de Ponte, le cours de la rivière prend de nouveau la direction de l'ouest, recevant sur sa droite les torrents Alenta et Lanare, formant une grande gorge et un long canal délimitant le territoire communal de San Lupo et celui de San Lorenzo Maggiore. Puis, arrivé à proximité de la gare de Amorosi, en face du château de Campagnano, il se déverse dans le Volturno.

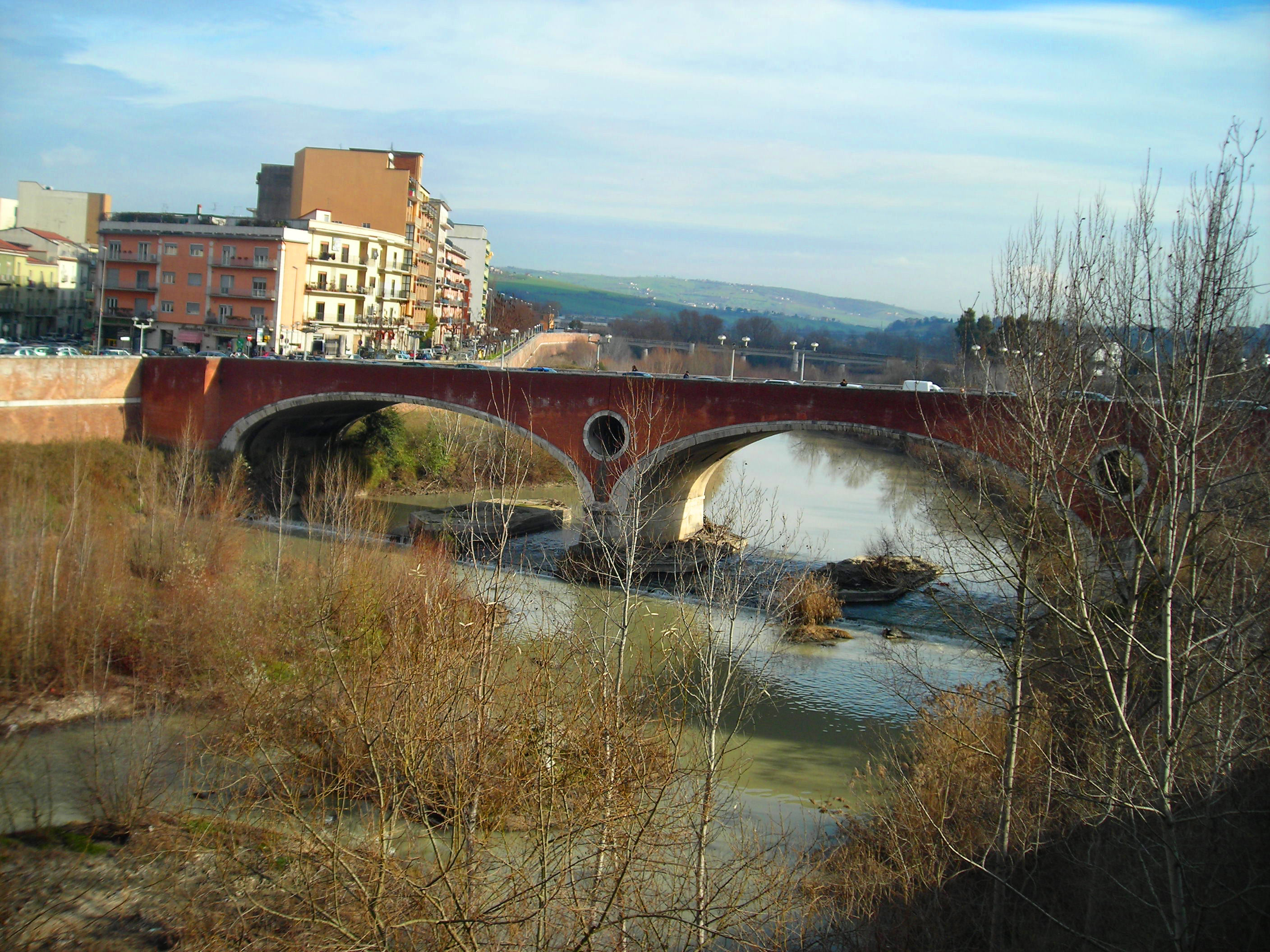
Pont Vanvitelli (ou Calore) à Bénévent
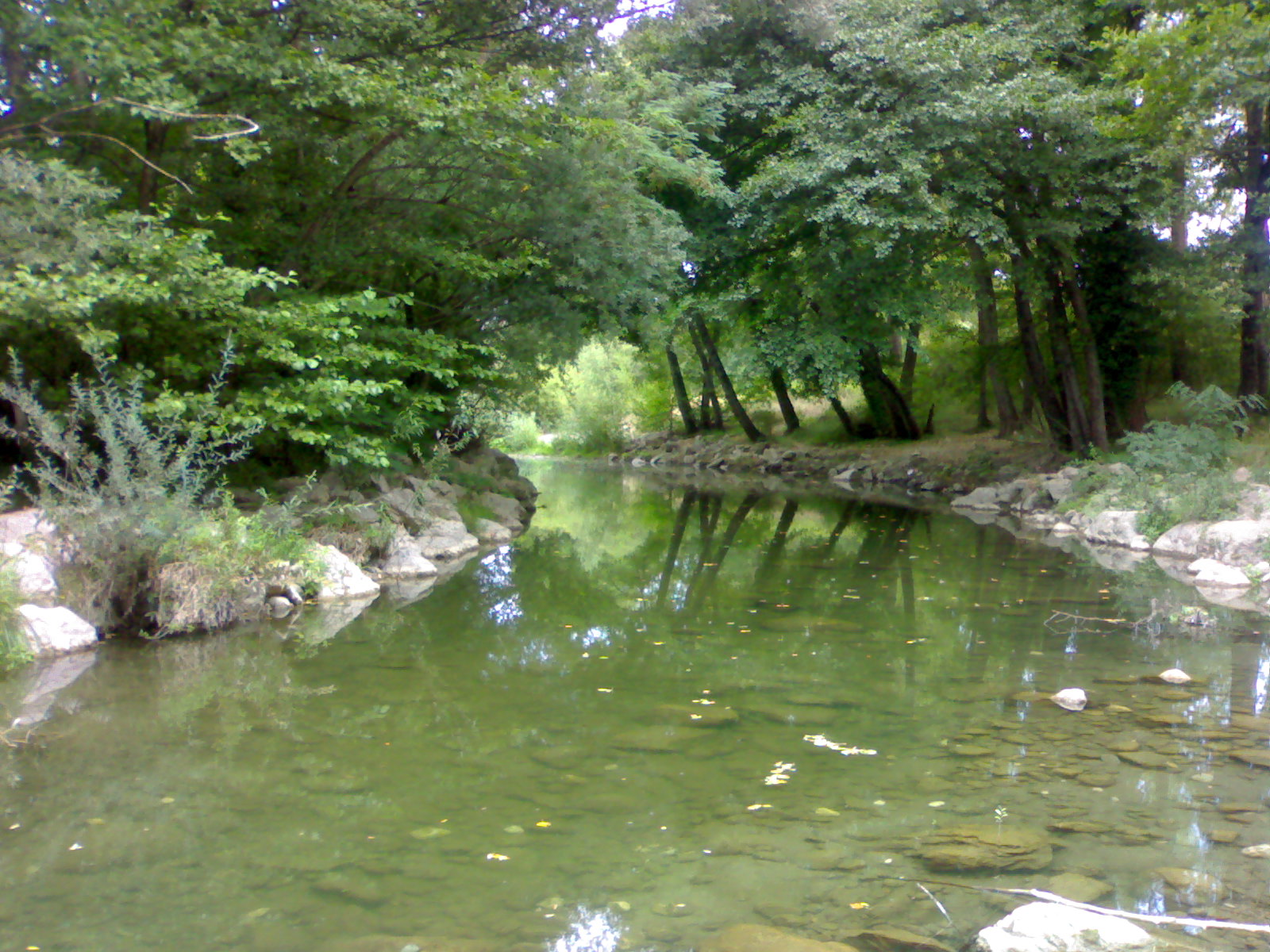
La rivière Calore Irpino près de Castelvetere

## Régime fluvial
Le Calore Arpine possède un bassin de 3 058 km2. Riche en sources, il permet à la rivière un débit de 31,8 m3/s, le troisième débit d'Italie du sud après le Volturno et le Sélé. Son régime est parfois irrégulier et ses eaux abondamment prélevées.
En automne et hiver, les précipitations d'eau sont fréquentes, provoquant des crues, parfois désastreuses comme le 2 octobre 1949, quand à 5,3 heures, une grande partie de Bénévent a été submergée par les eaux et le 15 octobre 2015 où une crue a submergé Bénevent et son territoire provoquant deux morts.
En été, le débit de la rivière est fortement appauvri par moments, à cause d'importantes captations d'eaux.

## Origine du nom
La particularité de cette rivière est la température de ses eaux, qui, avant d'entrer dans la province de Bénévent, est plus élevée que celle de ses affluents Tammaro et Sabato. Cette caractéristique attirait beaucoup de personnes pendant les mois estivaux. Celles-ci se baignaient dans la rivière avec la conviction de bénéficier d'effets thermaux dus à la chaleur de son eau (calore). Cette particularité est probablement à l'origine du nom Calore Irpino.
Selon l'historien local Alfonso de Blasio (Historie controverse dell'antichissima città del Sannio, oggi Benevento del sec. XVII), le nom serait au contraire issu du terme osque « calor », signifiant rivière qui s'écoule.
le terme « Irpino » a été ajouté afin de le différencier du Calore Lucano, avec lequel il est souvent confondu.

## Histoire
La rivière est citée par les auteurs antiques : Tite-Live, Vibius Sequester, Appien.
La vallée du Calore Irpino, dans la partie comprise entre la plaine de Apice et celle de Telese, assurait dans l'antiquité le passage des grandes voies de communication entre les Pouilles, la Campanie, l'Irpinia et les Molise. Sa position stratégique a été le théâtre de nombreux affrontements :
- la bataille de Beneventum (275 av.J.-C.) où Pyrrhus est battu par les consuls Curius Dentatus et Cornelius Lentulus Caudinus[5] ;
- pendant la deuxième guerre punique, Tiberius Sempronius Graccus bat le général carthaginois Hannon le Grand (214 av. J.-C.)[6] ;
- la bataille de Bénévent (1266), qui voit la défaite et la mort de Manfred Ier de Sicile[7] ;
- en 726 Romuald II, duc lonbard de Bénévent, concède aux bénéventains le droit de pêche. La concession est confirmée par Radelchis en juillet 839, selon Chronicon Salernitanum.

Giovanni Cotta (1480-1510) décrit la rivière en ces termes : « Ocelle Fluminum Calor, Calor pulcer / Calor bonorum cura amorque nynfarum / Quem caeruleun fovens caput sino blando / Montella secum amore vicit aeterno ».
Le 24 juillet 1506, le notaire Marino De Maurellis relate dans une chronique d'époque un épisode relatif à la rivière : « Les eaux étaient devenues troubles et les poissons remontaient à la surface, pouvant être facilement capturés par la population ». À cette période, la rivière avait une grande portée d'eau, permettant sa navigation en radeau et barque jusqu'au Volturno.